# توشیتاکا تسورومی
توشیتاکا تسورومی (انگلیسی: Toshitaka Tsurumi؛ زادهٔ ۲۲ دسامبر ۱۹۸۶) بازیکن فوتبال اهل ژاپن است.